# Rollinia sericea
Araticum-alvadio (Rollinia sericea) é uma árvore nativa da Mata Atlântica do Rio de Janeiro ao Rio Grande do Sul, principalmente na encosta atlântica. Ocorre nas florestas ombrófila densa e semidecidual, em restingas e matas ciliares.
Perenifólia de até 15 m de altura, floresce de setembro a novembro, e os frutos, de casca muito muricada, amadurecem de dezembro a fevereiro.
Outros nomes populares: cortiça, araticum-pecanine, pinha-da-mata, cortiça-ouriça, curtição, araticum.
Está na lista de espécies ameaçadas de São Paulo e do Rio Grande do Sul como criticamente em perigo.